# Giulio Gatti-Casazza
Giulio Gatti-Casazza (3 février 1869-2 septembre 1940) est un directeur d'opéra italien. Il a été directeur général de La Scala de Milan de 1898 à 1908, et plus tard, du Metropolitan Opera à New York, de 1908 à 1935.
Le 4 avril 1910, Giulio Gatti-Casazza et Frances Alda se marient à New York.